# Bert Van Tichelen
Albert (Bert) Van Tichelen (Antwerpen, 14 februari 1949 - Oostende, 23 januari 2021) was een Vlaams acteur en regisseur.
Als theateracteur en -regisseur was Van Tichelen jarenlang verbonden aan het Gentse Arcatheater. Maar hij regisseerde bijvoorbeeld ook Afrikaanse verhalen en Facture Baroque voor het Mechels Stadspoppentheater, Hemel! en Kok-o-fonie voor Theater Taptoe, en De gelaarsde kat voor De Maan.
Hij had beklijvende rollen in onder andere De vlaschaard (1985), Springen (1986) en De bossen van Vlaanderen (1991).

## Filmografie
- Pierre (1975) – Pierre
- De dag dat het kampioenschap van België verreden werd (1978) – Zotte Mit
- Toch zonde dat 't een hoer is (1978) – Kardinaal / Bergetto
- Meisjes lopen school (1979) – Alain
- De piramide (1981)
- Menuet (1982)
- Het koperen schip (1982) – Pol
- Traversées (1983)
- De leeuw van Vlaanderen (1985) – Eremiet
- Starkadd (1985) – Starkadd
- De vlaschaard (1985)
- Hard Labeur (1985) – Landrie
- Springen (1986) – Ton
- Vader Anseele (1986) – Célestin Damblon
- Adriaen Brouwer (1986)
- 't Bolleken (1988) – Barman
- Prettige feesten (1989) – Cyriel
- De bossen van Vlaanderen (1991) – Spinel
- Jungleboek (1992) – Priester / Hati de Heilige Olifant
- Made in Vlaanderen (1992) – Willems & Co
- Moeder, waarom leven wij? (1993) – Priester
- RIP (1994)
- Kan dit? (1997)
- F.C. De Kampioenen (1998) - Lucien van de voetbalbond
- Windkracht 10 (1997) – Para Sergeant
- Dokters (1997) – Kok
- La ligne (1999)
- F.C. De Kampioenen (2001) - Portier
- Samson en Gert (2002) - Bill
- Vleugels (2006) – nieuwe tuinder